# Francesco Longo (Regisseur)
Francesco Longo (* 1931 in Poggiardo; † 26. März 1995 in Rom) war ein italienischer Drehbuchautor und Filmregisseur.

## Leben
Longo versuchte sich in verschiedenen Berufen und bekam 1961 die Gelegenheit, das Drehbuch für Renato Polsellis Ultimatum alla vita zu verfassen. Auch durch seine Bekanntschaft mit dem Dokumentarfilmer Giovanni Vento folgten weitere Engagements; zunächst als Regieassistent bei kostengünstig produzierten Genrefilmen von Guido Malatesta und Roberto Mauri. Von 1967 bis 1970 arbeitete Longo mit Tinto Brass und schrieb die Drehbücher der Filme dieser Zeit. Anschließend war er wieder als Assistent beschäftigt, nun bei künstlerisch anspruchsvolleren Werken von Florestano Vancini und anderen.
1979 drehte Longo als Regisseur den ersten von drei Filmen, deren letzter mit dem Thema „Armutsprostitution Minderjähriger im italienischen Süden“ am ehesten in Erinnerung blieb; sie wurden von den Kritikern wohlwollend besprochen, jedoch keine Erfolge beim zahlenden Publikum.

## Filmografie (Auswahl)

### Regie
- 1979: Unverhoffte Gefühle (Un'emozione in più)
- 1981: Deshalb machen wir nicht Harakiri (… e  noi non faremo harakiri)
- 1985: La ballata di Eva

### Drehbuch
- 1967: Ich bin wie ich bin (Col cuore in gola)
- 1968: Attraction (Nero su bianco)